# Großvenediger
Der Großvenediger ist mit einer Höhe von 3657 m ü. A. der höchste Berg der Venedigergruppe in den Hohen Tauern sowie Salzburgs. Er liegt direkt am Alpenhauptkamm an der Grenze von Osttirol zu Salzburg. Sein Erscheinungsbild ist durch seine allseitige starke Vergletscherung geprägt, darunter Schlatenkees und Obersulzbachkees. Die einzelnen Gletscher sind durch insgesamt vier markante Grate getrennt. Im Zuge der Erstbesteigung prägte Ignaz von Kürsinger die Bezeichnung weltalte Majestät. Der Gipfel selbst ist im Zuge des Gletscherschwunds der vergangenen Jahrzehnte vollständig ausgeapert und büßte deutlich an Höhe ein, so wurde er in den 1980er Jahren noch mit 3674 m vermessen.

## Name
Der Name Großvenediger wurde erstmals 1797 in einem Protokoll einer Grenzbeschau erwähnt. Bis dahin war der Berg als Stützerkopf bezeichnet worden.
Über die Herkunft des Namens herrscht Unklarheit, so soll er sich von durchziehenden Händlern, den Venedigern, herleiten. Auch die Fernsicht bis nach Venedig ist eine oft erwähnte, aber widerlegte Theorie.
Der Name wird auf der ersten oder dritten Silbe betont.

## Erstbesteigung

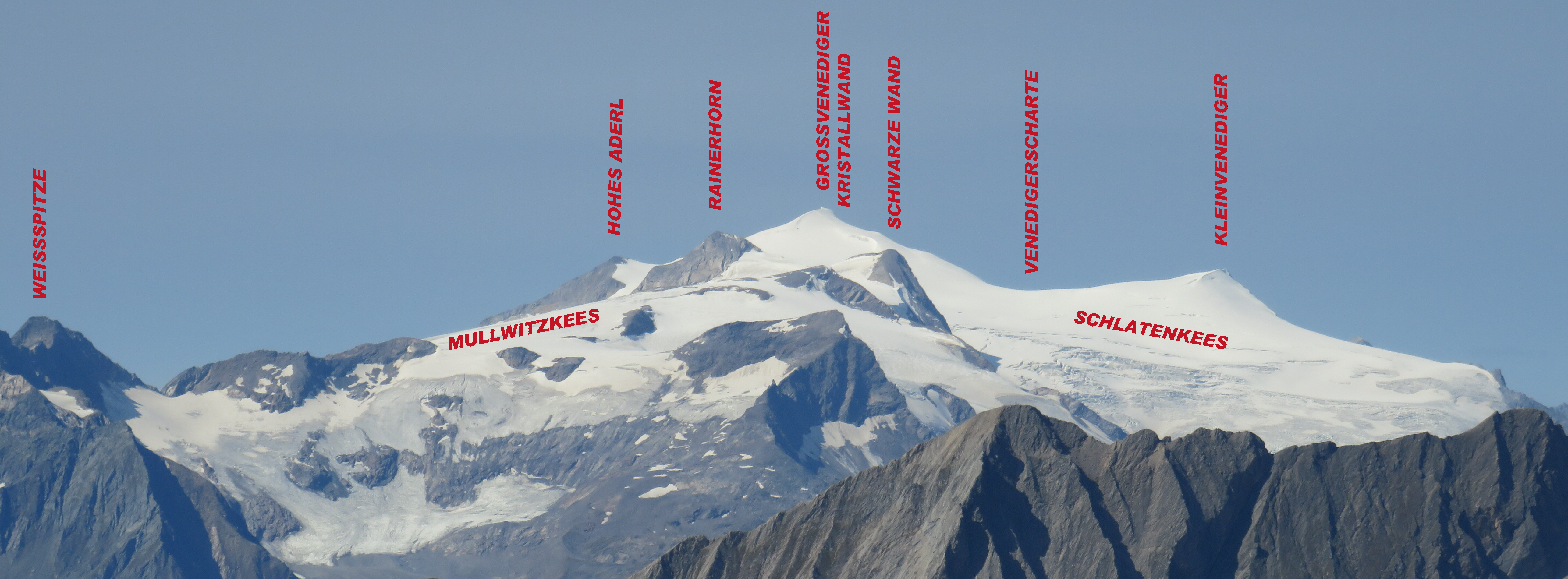
Lage des Großvenedigers (Mitte) von Südosten, rechts Kleinvenediger, links Weißspitze, vorne Mitte Kristallwand, links Äußeres Mullwitzkees, rechts Schlatenkees

Den ersten Ersteigungsversuch gab es bereits vor 1828, nach einer Quelle um 1810, durch Paul Rohregger. Er erreichte die Venedigerscharte aus dem Untersulzbachtal.
Am 9. August 1828 scheiterte auf Grund eines Lawinenabgangs eine Expedition von 17 Männern, darunter auch Erzherzog Johann, beim Versuch, den Gipfel zu erreichen.
Erst 40 Jahre nach der Erstbesteigung des Großglockners erreichte am 3. September 1841 eine von Josef Schwab (genannt Hausstetter Sepp) geführte Gruppe den Gipfel. Mit dabei waren unter anderem Anton Ruthner und Josef Lasser von Zollheim (die die Besteigung Anfang 1841 geplant hatten), Otto von Gravenegg, Ignaz von Kürsinger sowie der siebzigjährige Paul Rohregger († um 1855), der 1828 Erzherzog Johann geführt hatte und dabei in jene die Expedition beendende Lawine gekommen war. Ausgangspunkt der Besteigung war Neukirchen am Großvenediger. Der Weg führte durch das Obersulzbachtal und über die Stierlahnerwand. Von den 40 beteiligten Männern erreichten 24 den Gipfel, die anderen blieben wegen Müdigkeit zurück. Von Kürsinger, der maßgeblich an der Expedition beteiligt war, stammt auch die Bezeichnung weltalte Majestät.

## Normalwege zum Gipfel
Der Großvenediger kann über drei verschiedene Normalwege (Nordanstieg, Ostanstieg und Südanstieg) als Hochtour begangen werden.

### Nordanstieg
Von den drei verschiedenen Aufstiegen zählt dieser zu den am seltensten begangenen Routen. Im Vergleich zu den anderen beiden Normalwegen startet man hier nicht von Tirol, sondern vom Bundesland Salzburg aus. Der Startpunkt ist die Kürsingerhütte, die von der Sulzau über die Berndl- und Postalm erreicht wird. Von der Kürsingerhütte führt ein Wanderweg zum Venedigerkees und über dieses via Venedigerscharte zum Ostgrat, über den das Gipfelkreuz erreicht wird.

### Ostanstieg

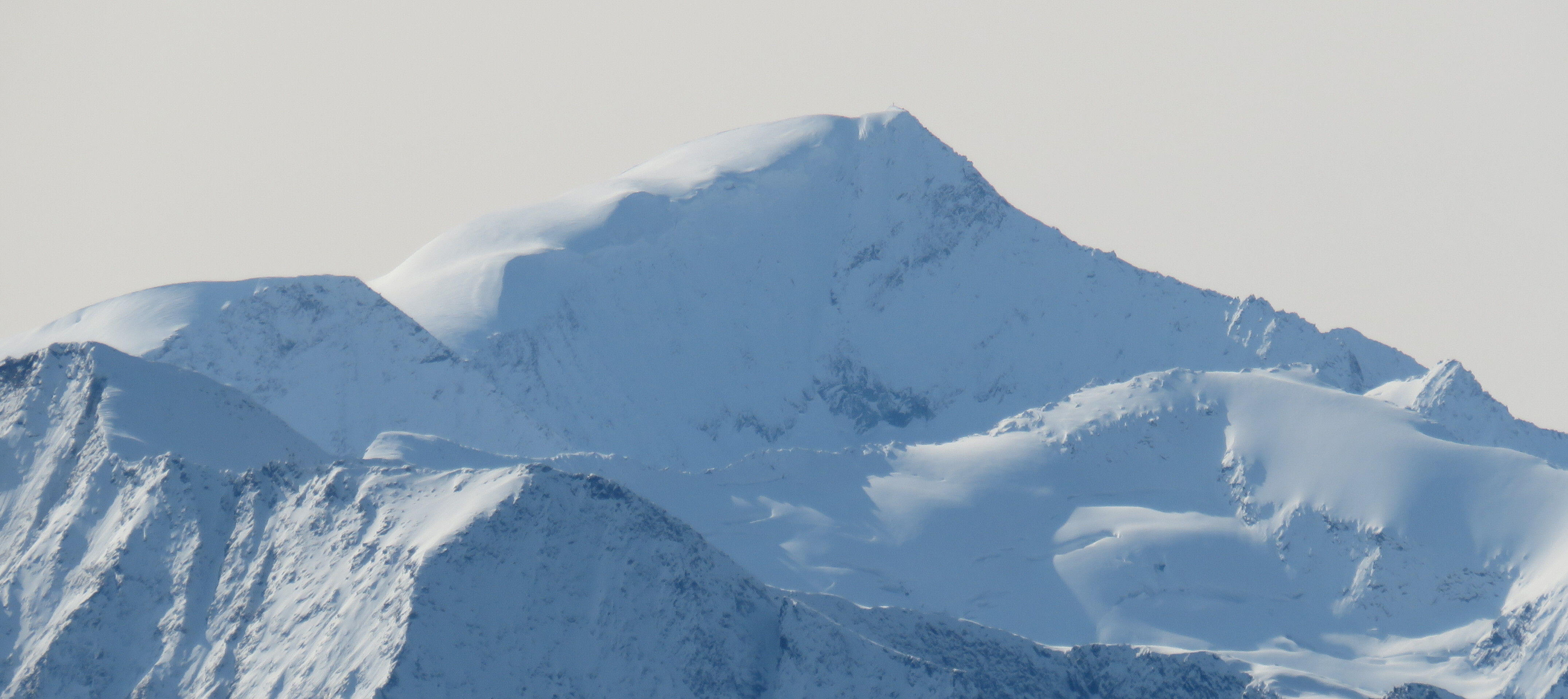
Kleinvenediger (links) und Großvenediger (rechts) von Nordnordosten (Geißstein), von links nach rechts der Ostgrat (Normalweg), rechts der Nordgrat

Der Anstieg von dieser Route dauert etwa 8 Stunden und man legt dabei knapp 2200 Höhenmeter zurück, der Abstieg kann ohne Pausen in 4 Stunden erledigt werden. Es handelt sich hier um eine leichte bis mittelschwere hochalpine Tour. Den Startpunkt stellt hier das Matreier Tauernhaus im Gschlösstal dar, das über eine Stichstraße von der Felbertauernstraße direkt erreichbar ist. Von dort marschiert man auf einer Schotterstraße nach Innergschlöß zum Venedigerhaus (1691 m ü. A.). Nach einer halben Stunde Richtung Talschluss folgt ein steiler und sehr anstrengender Aufstieg. Über Serpentinen geht es dann weiter vorbei an der Alten Prager Hütte (Museum) zur Neuen Prager Hütte (2796 m ü. A.). Danach folgt die Querung des Schlatenkees (Gletscher) in westliche Richtung, dort ist besondere Vorsicht aufgrund der Gletscherspalten geboten. Über ein sehr steiles Stück zum Schluss geht es hinauf zum Gipfelgrat, der sich mit der Zeit immer stärker verengt.

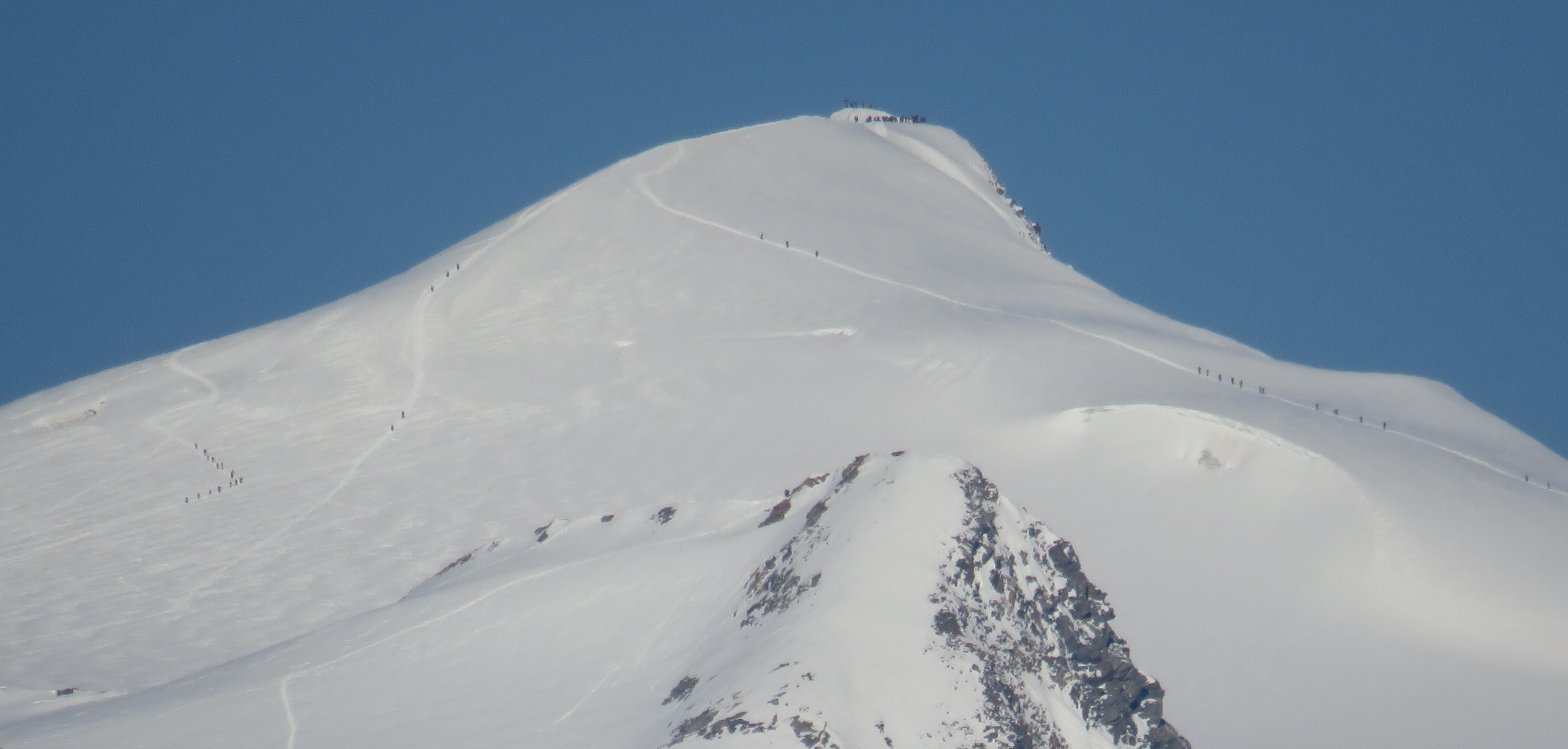
Großvenediger mit Ostgrat und Schlatenkees, links die Route vom Defreggerhaus (Südanstieg), mittig der Ostaufstieg von der Neuen Prager Hütte, rechts die Route von Norden, die von der Kürsingerhütte heraufführt, vorn in der Mitte der Gipfel der Schwarzen Wand

### Südanstieg
Der Aufstieg vom Defreggerhaus gilt als einer der leichtesten, wobei die Spaltengefahr und der Übergang am schmalen Grat zum Gipfel nicht unterschätzt werden dürfen. Aufgrund der eher „leichten“ Begehung zählt dieser zu den beliebtesten der drei möglichen Normalwege. Startpunkt ist das Defreggerhaus, von dort geht es Richtung Norden entlang des Moränenrückens aufwärts zum Mullwitzaderl. Es folgt ein schräger Anstieg auf das Rainertörl zu und geht dann weiter südlich unterhalb des Rainerhorns etwas steiler zum Rainertörl (3421 m). Dann führt der Weg vorbei an der Akustischen Nebelstange Richtung Nordwesten leicht ansteigend auf den Steilaufschwung vom Venediger zu und schlussendlich aufwärts auf die breite Schulter und am schmalen Grat zum Gipfel.
Alle Normalaufstiege auf den Großvenediger sind zwar technisch unschwierig, es handelt sich dabei aber um Hochtouren, die über spaltenreiches Gletschergelände führen. Abhängig von den Verhältnissen sind die Spalten teils schwer zu erkennen und stellen auch bei Skitouren eine Gefahr dar.

### Weitere bekannte Anstiege

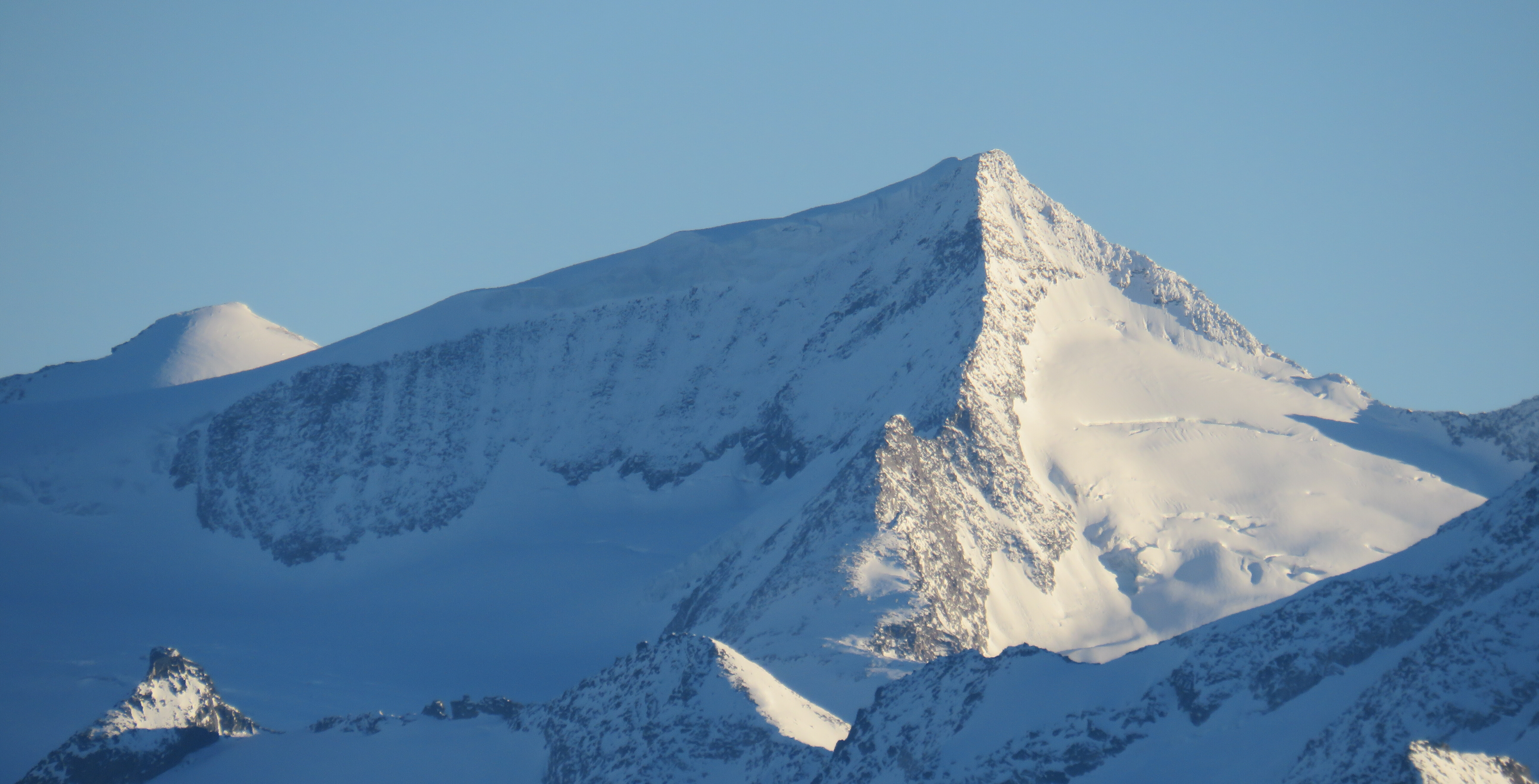
Rainerhorn (links hinter der Venedigerscharte, dazwischen das Schlatenkees) und Großvenediger (rechts) von Nordnordwesten (Kröndlhorn), von links nach rechts der Ostgrat (Normalweg), vorn der Nordgrat, rechts der Westgrat, davor links das Venedigerkees, rechts das Obersulzbachkees

Weitere öfters begangene Anstiege führen von der Kürsingerhütte zunächst über einen Steig, dann über das Venedigerkees zum Nordgrat und über diesen auf den Gipfel (Kletterei mit Schwierigkeitsgrad bis III+ (UIAA)) und ebenfalls von der Kürsingerhütte aus zunächst auf Steig und später via Obersulzbachkees zum Obersulzbachtörl und von dort über den Westgrat (II+) zum Gipfelkreuz.

## Geologie
Die Gesteine, die den Großvenediger aufbauen, entstanden durch intensiven Magmatismus, der während des Zerfalls des Variszischen Orogens stattfand. Die hierbei entstandenen Granitoide finden sich unter anderem im Schwarzwald sowie dem Großvenediger. Durch die intensive Deformation während der Alpenbildung entstanden aus den Granitoiden Granitgneise, deren Alter man mit etwa 340 bis 310 Millionen Jahren angibt.